# KM (ekranoplan)
Pour les articles homonymes, voir KM.
Le KM, surnommé le « Monstre de la Caspienne » (en russe : каспийский монстр), est un avion à effet de sol (ou ekranoplan) de l'Union soviétique, apparu à la fin des années 1960,.

## Historique
Cet ekranoplan est réalisé en 1966 à la suite de la construction et des essais de divers prototypes à partir de 1961. Le KM fait 100 mètres de long pour 550 tonnes. Propulsé par dix réacteurs, il peut voler entre trois et quatorze mètres au-dessus de l'eau. Il n'est pas assez puissant pour voler plus haut, en dehors de l'effet de sol. Il peut être mis en service jusqu'à une hauteur de vagues de trois mètres.
L'appareil servira de laboratoire volant pour les scientifiques jusqu'en 1980, date à laquelle il s'écrase à la suite d'une erreur de pilotage.

## Dans la littérature, la bande dessinée et les jeux vidéo
Dans le 36e roman mettant en scène 007, intitulé Le diable l'emporte, un ekranoplan sert au dangereux trafiquant Julius Garner à transporter de l'opium entre l'URSS et l'Iran. Cette aventure est censée se dérouler juste après le dernier ouvrage écrit en 1967 par l'auteur original des James Bond, Ian Fleming.
Un ekranoplan de la même taille que le KM, censé s'être écrasé en mer au large des côtes du Chili dans les années 2000, est l'un des éléments principaux du roman Le Manuscrit Robinson de Laurent Whale.
Dans l'album de bande dessinée Les Secrets de la mer Noire, Buck Danny est confronté à un Orlyonok, ekranoplan de dimensions plus modestes.
Dans Flight Simulator X, le « Monstre de la Caspienne » est visible dans la mission des îles Aléoutiennes et peut ainsi faire partie des enregistrements du pilote.